# إدي إيغان
إدي إيغان (بالإنجليزية: Eddie Egan)‏ مواليد 3 يناير 1930 في نيويورك، الولايات المتحدة - الوفاة 4 نوفمبر 1995 في ميامي، الولايات المتحدة، هو ممثل أمريكي.

## الأعمال
- الرابط الفرنسي
- مانيكس

## روابط خارجية
- إدي إيغان على موقع IMDb (الإنجليزية)
- إدي إيغان على موقع ألو سيني (الفرنسية)
- إدي إيغان على موقع أول موفي (الإنجليزية)
- إدي إيغان على موقع قاعدة بيانات الأفلام السويدية (السويدية)
- إدي إيغان على موقع قاعدة بيانات الفيلم (الإنجليزية)
- إدي إيغان على موقع كينوبويسك (الروسية)